# Mosquée Nur ad-Din de Hama

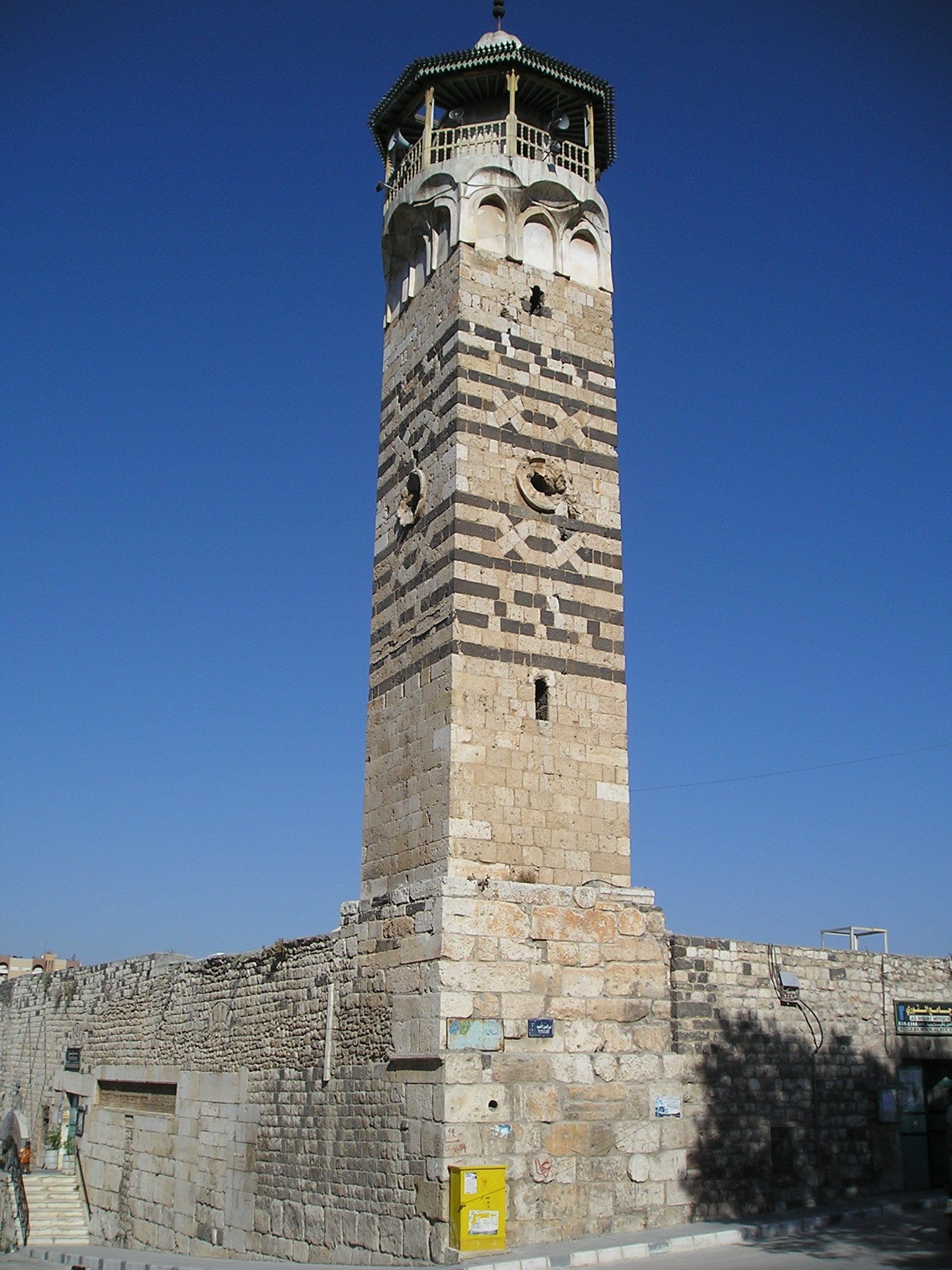
Le minaret de la mosquée Nur ad-Din de Hama

La mosquée Nur ad-Din (en arabe : جامع نور الدين ) est un sanctuaire islamique situé à Hama, une ville du centre de la Syrie, sur les rives de la rivière Oronte. Elle doit sa construction à l'émir seldjoukide Nur ad-Din, qui lui donne son nom, et fut achevée en 1172, deux ans avant la mort du souverain. 
La mosquée intègre un minaret quadrangulaire où alternent à des fins ornementales pierres calcaires claires et roches basaltiques noires. À l'intérieur du sanctuaire, le minbar est l'un des plus anciens témoignages d'art islamique du pays.

## Contexte de production
La mosquée voit le jour dans le contexte du « renouveau sunnite » ou Sunni revival. Cette politique religieuse de Nur al-Din vise à pratiquer un sunnisme plus strident et à s’opposer au pouvoir shiite. Cela s’illustre principalement par l’arrivée d’un nouveau type de construction, la madrasa, et par une hausse des mosquées dans le paysage syrien.

## Architecture
La mosquée se constitue d’espaces couverts rassemblés autour d’une cour rectangulaire où se trouve un bassin. L’entrée principale se trouve sur la façade nord. Celle-ci est pratiquement unie puisqu’on y trouve uniquement deux losanges en pierre noire encastrés dans le mur et une inscription dans une plaque rectangulaire.
Le minaret de la mosquée fait sa particularité. Carré, il est également fait de bandes alternées de basalte noir et de calcaire jaune. Cette composition s’inspire probablement de l'ancien minaret de la Grande mosquée de la ville, datant de 1134-1135.

## Liens
Page Archnet Mosquée Nur al-Din, Hama